# Riu Bitterroot
El Bitterroot és un riu que flueix uns 135 km en sentit nord travessant la vall de Bitterroot, des de la confluència de les seves bifurcacions oest i est prop de Conner, al sud del comtat de Ravalli, fins a la seva confluència amb el riu Clark Fork prop de Missoula al comtat de Missoula, a l'oest de Montana. El riu Clark Fork és afluent del riu Columbia el qual conflueix a l'oceà Pacífic. El Bitterroot és una pesquera de truites Blue Ribbon amb una població sana de O. clarki lewisi del vessant oest i Salvelinus confluentus. És el tercer riu amb més pesca amb mosca de Montana darrere dels rius Madison i Big Horn.

## Història

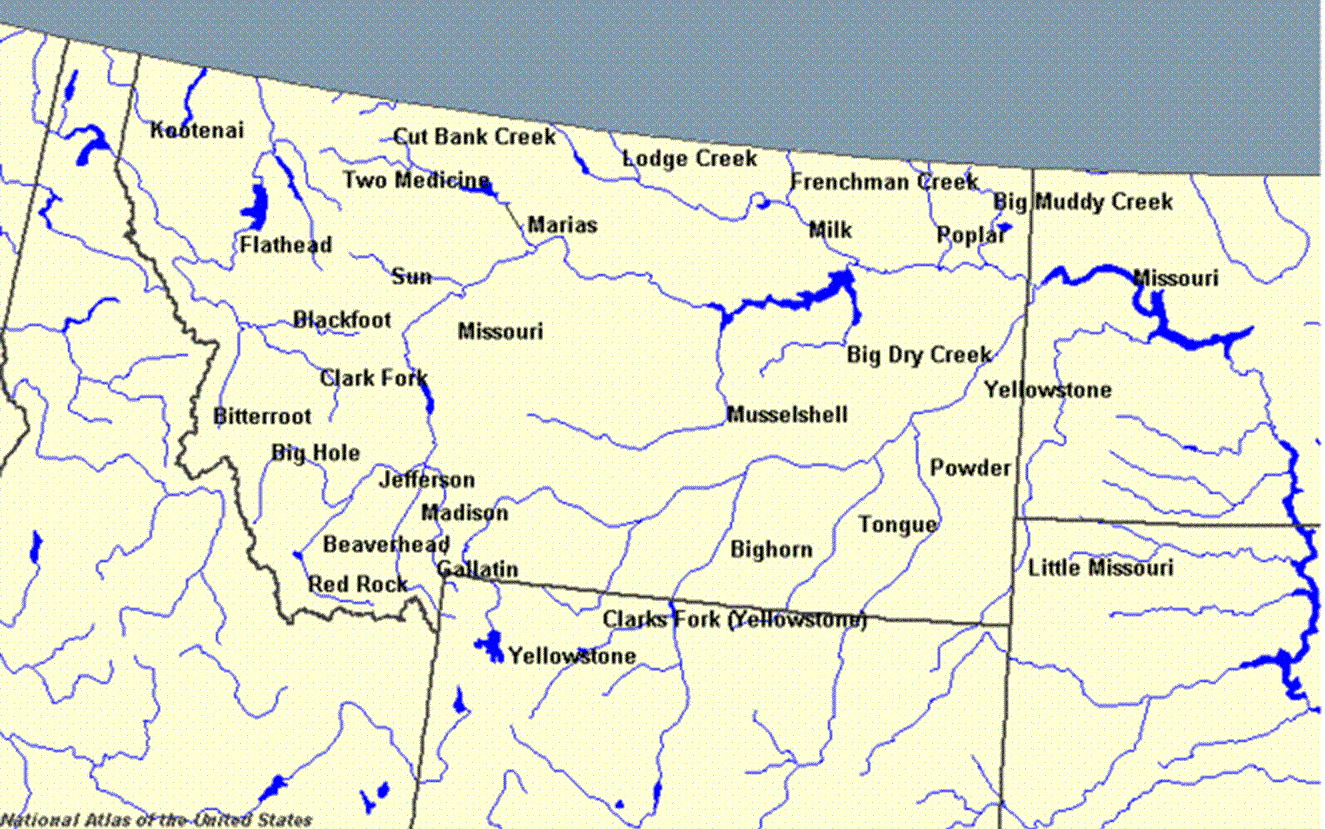
Mapa amb els principals rius de Montana amb el Bitterroot a l'oest

El Bitterroot rep el nom de la planta Lewisia rediviva, l'arrel carnosa de la qual era una important font d'aliment per als nadius americans. Els Salish van anomenar el riu Spet-lum per "lloc de l'arrel amarga" i In-shi-ttogh-tae-tkhu per "riu salze". Els caçadors francesos coneixien la planta com a racine amère (arrel amarga). El primer sacerdot jesuïta, el pare De Smet, la va anomenar St. Mary's River. En el moment de les enquestes del Territori de Washington pel governador Isaac Stevens el 1853, el nom s'havia traduït a Bitterroot River.

## Conca hidrogràfica
La conca hidrogràfica del Bitterroot drena 2,889 milles quadrades (7,480 km2) als comtats de Ravalli i Missoula. La vall de Bitterroot té una amplada mitjana de 7 a 10 milles i té un gradient excepcionalment baix per als rierols de l'oest de Montana. El riu principal comença a la confluència del riu East Fork Bitterroot i el riu West Fork Bitterroot. A partir d'aquí, el tronc principal rep nombrosos afluents de les muntanyes Bitterroot a l'oest i les muntanyes Sapphire a l'est. El riu té un caràcter nival amb grans variacions interanuals del cabal amb els cabals màxims des de mitjans de maig fins a mitjans de juny. La variació s'agreuja amb les extenses extraccions de reg i l'emmagatzematge de l'embassament aigües amunt a l'embassament de Painted Rocks al riu West Fork Bitterroot, amb els trams més deshidratats al llarg 12 milles (19 km) del riu situat entre Woodside Crossing prop de Corvallis i Bell Crossing prop de Stevensville.
Els principals afluents inclouen Skalkaho Creek i Lolo Creek. La subconca de drenatge de Skalkaho Creek s'origina a les muntanyes Sapphire i drena 132 milles quadrades (340 km2) i flueix 28 milles (45 km) en sentit oest-nord-oest fins a la seva confluència amb el riu Bitterroot. Lolo Creek és l'afluent principal a la part nord de la conca hidrogràfica del Bitterroot. Lolo Creek sovint s'asseca completament a finals d'estiu en les seves 2 milles (3.2 km) per extraccions per reg i aprofitament d'aigua rural.

## Hàbitat i fauna
Tot i que el Bitterroot passa prop de moltes zones residencials, és un bon lloc per observar la vida salvatge. Moltes espècies d'ànecs i aus aquàtiques són comunes juntament amb l'àguila pescadora, el pigarg americà i els ardèids. Els uapitís (Cervus canadensis), ants (Alces alces), i tant cérvol de Virgínia (Odocoileus virginianus) com el cérvol mul (Odocoileus hemionus) freqüenten el riu com a font d'aigua i per pasturar prop de les seves ribes. El lloc d'observació de la vida salvatge més notable al llarg del riu és el Refugi Nacional de Vida Silvestre Lee Metcalf, anomenat així pel senador nord-americà Lee Metcalf, un pioner del moviment conservacionista.
Un conegut rierol de pesca amb mosca, el curs principal del Bitterroot i molts dels seus afluents són importants corredors migratoris i hàbitat de fresa per a la truita Oncorhynchus clarki lewisi i Salvelinus confluentus. Altres peixos autòctons són Prosopium williamsoni, Catostomus catostomus, Cottus cognatus i Rhinichthys cataractae.
La truita arc de Sant Martí (Oncorhynchus mykiss) i Salmo trutta són peixos de caça populars, però no són autòctons de la conca del Bitterroot i suposen amenaces importants per a la truita autòctona. A Montana, la truita arc de Sant Martí només és nativa de la part superior del riu Kootenai, a l'extrem nord-oest de l'estat. La truita arc de Sant Martí no autòctona suposa una de les majors amenaces per a O. clarki lewisi per hibridació, produint híbrids. A més la truita de rierol (Salvelinus fontinalis), no autòctona, sovint desplaça O. clarki lewisi i S. confluentus autòctones en petits rierols.

## Punt recreatiu
Les ciutats al llarg del Bitterroot, com Hamilton, Stevensville, Missoula i Darby, són destinacions populars per a la pesca amb mosca, amb la truita arc de Sant Martí força freqüent i amb poblacions més petites de truita comuna i la truita O. clarki lewisi del vessant oest. El Bitterroot és un riu de classe I des de la confluència de les bifurcacions est i oest fins a la seva confluència amb el riu Clark Fork per a l'accés públic amb finalitats recreatives.

## Galeria
| - Imatges dels diversos trams del Bitterroot - Skalkaho Creek a Centennial Grove amb Philadelphus lewisii de flors blanques descoberta i batejada per Meriwether Lewis, i flors de Rosa woodsii - El Bitterroot prop de Darby, Montana - Riu Bitterroot a l'hivern - Riu Bitterroot al parc estatal Chief Looking Glass prop de Florence (Montana) - Riu Bitterroot al Refugi Nacional de Vida Silvestre Lee Metcalf - Skalkaho Falls de Montana Highway 38 al Bosc Nacional Bitterroot - Bitterroot prop de Victor, Montana - Bitterroot prop de Lolo (CDP) |